# Иржи Лехечка
Иржи Лехечка (на чешки: Jiří Lehečka) е чешки професионален тенисист. Най-високото му място в ранглистата на ATP е № 23 в света на сингъл (към 15 януари 2024 г.) и № 144 в света на двойки (към 15 януари 2024 г.). Към 2024 г. той е най-високо класираният чешки тенисист.

## Биография
Иржи Лехечка е роден на 8 ноември 2001 г. в Млада Болеслав, Чехия. И двамата му родители са спортисти – баща му е плувец, а майка му е лекоатлетка; баба му е била тенисистка на национално ниво и учи Иржи и сестра му на играта.

## Кариера
През 2019 г. Лехечка представлява Чехия на Купа Дейвис, където има рекорд победи/загуби от 0–2.
През 2021 г. Иржи Лехечка печели две титли в сериите Чалънджър на сингъл и три титли на двойки (една с Вит Коприва и две със Зденек Коларж).
През 2022 г. се класира за Откритото първенство на Австралия, но в първия кръг губи от българския тенисист Григор Димитров (по това време № 26 в света) в четири сета (с резултати 6:4, 4:6, 6:3, 7:5). През същата година се класира за Сърбия Оупън, но във втория кръг губи от бъдещия шампион Андрей Рубльов (по това време № 8 в света). Отново през 2022 г. дебютира в Откритото първенство на Франция и на Уимбълдън, като отпада след загуби в първия кръг и на двата турнира. Дебютира и в Откритото първенство на САЩ, където губи от чилиеца Кристиан Гарин. 
През 2022 г. и 2023 г. Лехечка посещава и България, където участва в София Оупън. През 2022 г. отпада след мач с българина Александър Лазаров, а през 2023 г. след мач с французина Адриан Манарино.
Иржи Лехечка печели първата си ATP титла през 2024 г. на турнира в Аделаида, Австралия.

## Кариерна статистика

### ATP финали (2 титли; 5 финала)
|        | П–З | Година | Турнир                 | Клас      | Настилка   | Опонент               | Резултат           |
| ------ | --- | ------ | ---------------------- | --------- | ---------- | --------------------- | ------------------ |
| Загуба | 0–1 | 2023   | Уинстън-Сейлъм Оупън   | 250 серии | Твърда     | Себастиан Баес        | 4–6, 3–6           |
| Победа | 1–1 | 2024   | Аделаида Интернешънъл  | 250 серии | Твърда     | Джак Дрейпър          | 4–6, 6–4, 6–3      |
| Загуба | 1–2 | 2024   | Юръпиън Оупън          | 250 серии | Твърда (з) | Роберто Баутиста Агут | 5−7, 1−6           |
| Победа | 2–2 | 2025   | Бризбън Интернешънъл   | 250 серии | Твърда     | Райли Опелка          | 4–1 отказва се     |
| Загуба | 2–3 | 2025   | Куинс Клъб Чемпиъншипс | 500 серии | Трева      | Карлос Алкарас        | 5–7, 7–6(7–5), 2–6 |